# Park Ridge, Illinois
Park Ridge är en stad (city) i Cook County i delstaten Illinois i USA. Park Ridge är i realiteten en förort till Chicago. Enligt United States Census Bureau har staden en folkmängd på 37 642 invånare (2011) och en landarea på 18,4 km².

## Kända personer från Park Ridge
- Allen Alvarado, skådespelare
- Craig Anderson, ishockeymålvakt
- Karen Black, skådespelare
- John Alden Carpenter, kompositör
- Randy Hultgren, politiker
- Adam Jones, gitarrist
- Michael Mersch, ishockeyspelare
- Austin Farley, ishockeyspelare